# Bülent Cevahir
Bülent Cevahir (sinh 13 tháng 2 năm 1992) là một cầu thủ bóng đá Thổ Nhĩ Kỳ thi đấu ở vị trí tiền vệ cho Balıkesirspor. Anh ra mắt Süper Lig ngày 30 tháng 1 năm 2011 trong màu áo của Manisaspor.